# Ahmad Madani
Ahmad Jamil Madani (ur. 6 stycznia 1970) – były saudyjski piłkarz grający jako obrońca.

## Kariera reprezentacyjna
Z reprezentacją Arabii Saudyjskiej występował na mundialu 1994 i 1998. Był w kadrze, która zdobyła Puchar Azji 1996. Łącznie w drużynie narodowej rozegrał 94 mecze, w latach 1992-1998. Grał na dwóch Pucharach Konfederacji: 1995 i 1997

## Kariera klubowa
Przez całą karierę, od 1992 do 1999 roku występował w barwach Ittihad FC. Z tym klubem dwukrotnie zdobył mistrzostwo Arabii (w latach 1997 i 1999), Puchar Arabii (w tych samych latach), Puchar 1997, Azjatycki Puchar Zdobywców Pucharów 1999, Puchar Mistrzów Zatoki Perskiej 1999 i doszedł do finału Arabskiej Ligi Mistrzów 1994. Finał przegrali z Al-Hilal.